# Аблязово (Козловський район)
Абля́зово (рос. Аблязово, чув. Эплес) — присілок у складі Козловського району Чувашії, Росія. Входить до складу Андрієво-Базарського сільського поселення.
Населення — 32 особи (2010; 49 у 2002).
Національний склад:
- чуваші — 100 %